# تيروكي هارا
تيروكي هارا (باليابانية: 原 輝綺)، من مواليد 30 يوليو 1998م، وهو لاعب كرة قدم ياباني محترف، شارك مع زملائه في التشكيلة الثابتة لنهائيات كأس العالم تحت 20 سنة، والتي أستضافته كوريا الجنوبية سنة 2017م.